# Ядрова гниль

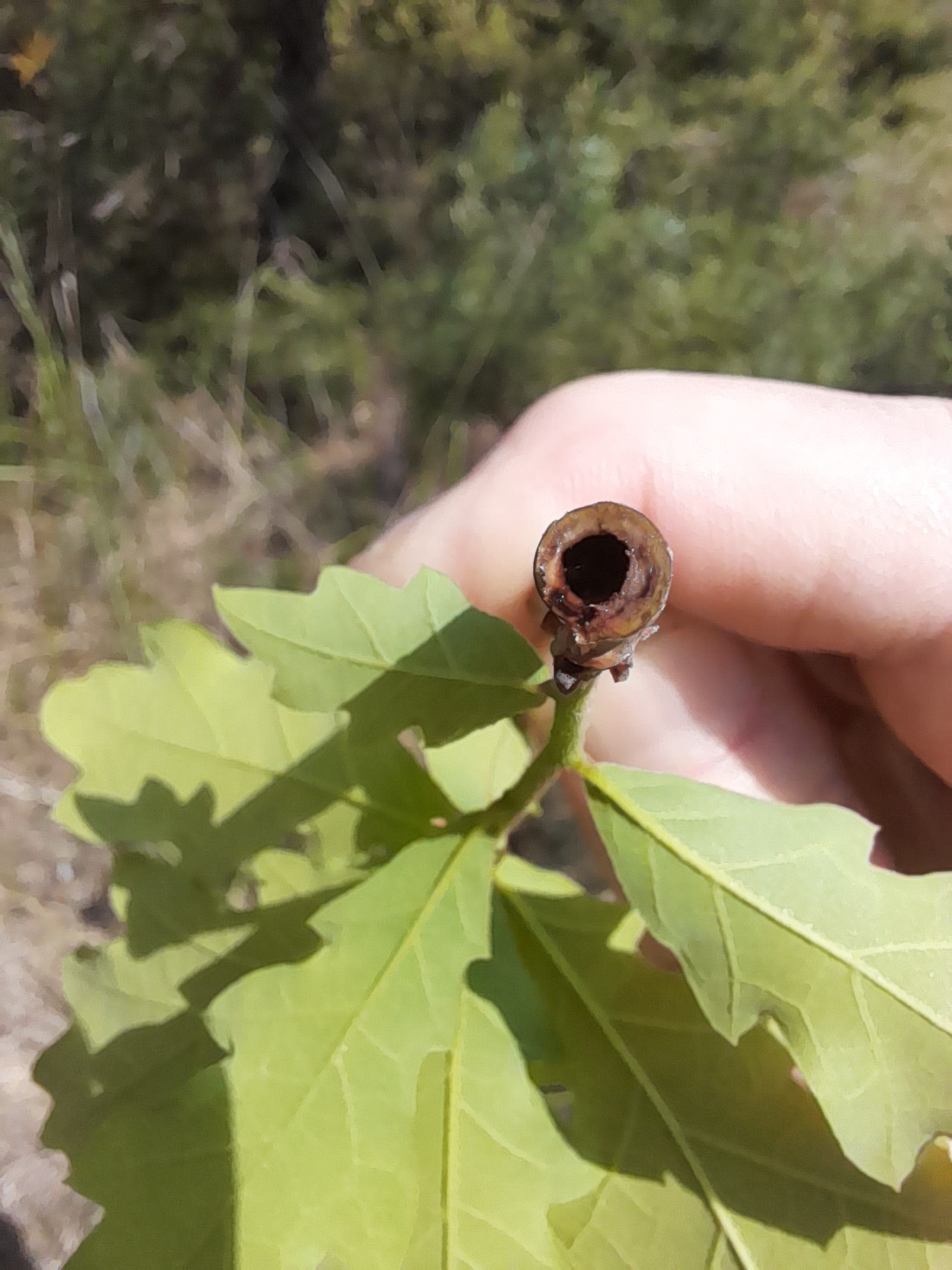
Ядрова гниль паростка дуба

Ядрова гниль на деревах, це грибкове захворювання, яке викликає гниття деревини в середині стовбура та гілок. Гриби проникають в дерево крізь рани на корі або корені і розкладають серцевину. Хвора серцевина розм’якшується, роблячи дерева структурно слабшими та схильними до поламок. Гриби розкладають серцевину за допомогою ферментів, які розщеплюють речовини осердя. Стандарти DIN EN 844-10 і DIN EN 1311, стосуються питань гниття деревини. Ядрова гниль, є головним чинником дохідності лісозаготівлі та природної стрімкості росту багатьох старих лісів. Ядрова гниль поширена в усьому світі, вражаючи усі листяні дерева, і їй дуже важко запобігти. Вірогідною ознакою ядрової гнилі, є наявність на стовбурі дерева грибів або грибкових наростів.

## Біологічна причина

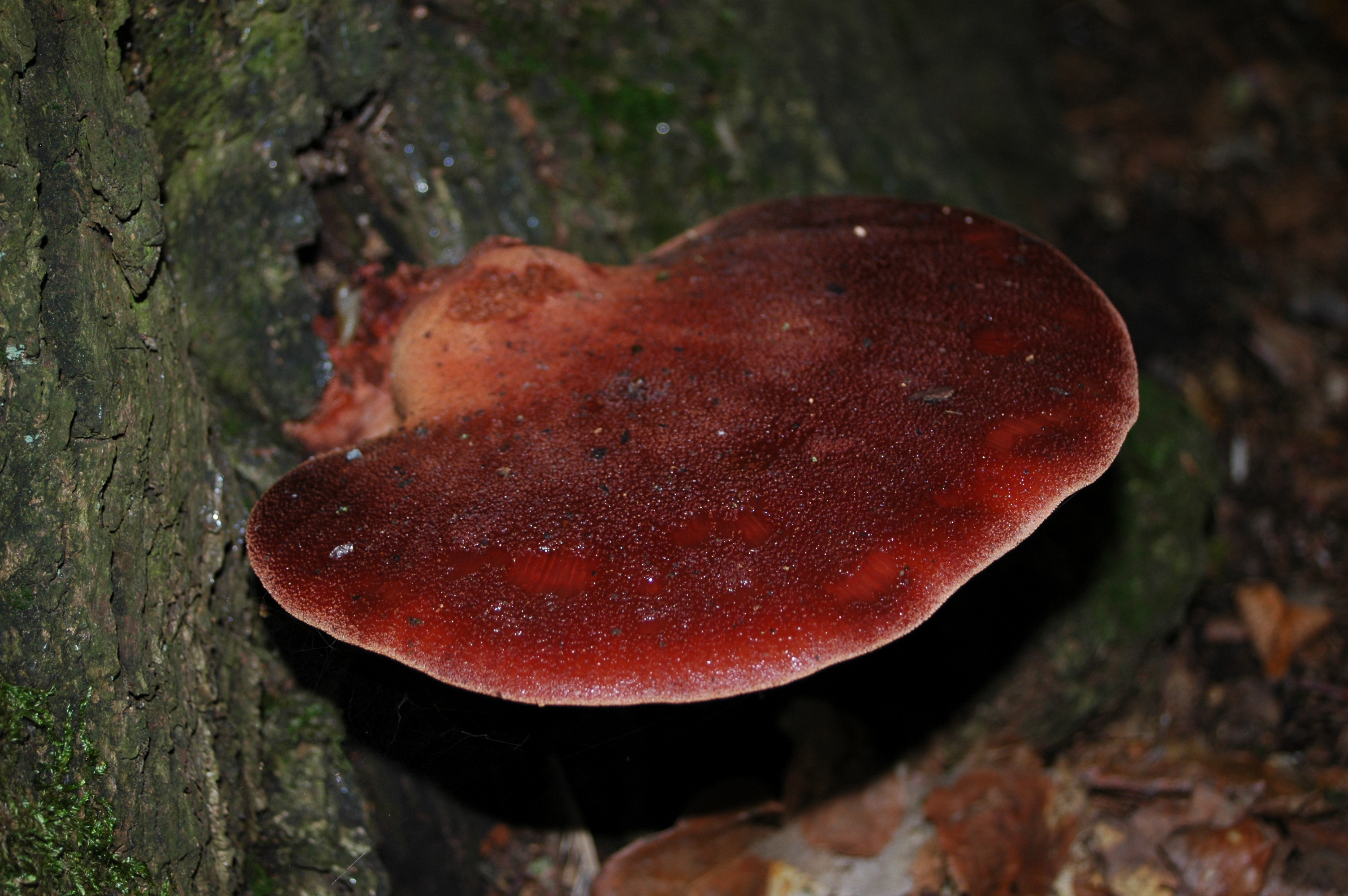
Гриб Печіночниця звичайна (Fistulina hepatica) є одним із багатьох, що викликають ядрову гниль.

Гниль осердя викликається грибками, які потрапляють у стовбур дерева переважно крізь рани на корі. Ці рани являють собою ділянки дерева, де оголена деревина, і зазвичай це наслідок неправильної обрізки, ураження вогнем, мертвих гілок, комах або навіть пошкодження тваринами, тріщини від морозів. Спори грибка проникають у відкриті рани, проростають у тканини деревини та поступово поглинають її серцевину. Зараження відбувається дуже повільно і може тривати від місяців до років, залежно від умов і стану дерева. В середньому, грибок просувається в осерді деревини до 6-8 сантиметрів на рік, і необхідний обширний розвиток у тканині деревини, перш ніж утворяться гриби або нарости.

## Вплив
Гриби ядрової гнилі мають величезний економічний і екологічний вплив. Гриби спрямовані лише на неживу деревну тканину серцевини і не зачіпають живу заболонь, оскільки вологість деревини занадто висока для них.  Спочатку заражена серцевина змінює колір, але не руйнується її склад. Коли гриби розвиваються, вони розкладають більше деревини, а тканина стає все м’якшою та слабшою. Дерево все ще може рости навколо зруйнованої серцевини, оскільки жива деревна тканина, не зачіпається. Ріст навколо гнилих ділянок серцевини, породжує вади дерева щодо міцності. Дерева зі значним гниттям, більш сприйнятливі до зламання гілок і стовбурів.

### Лісозаготівля

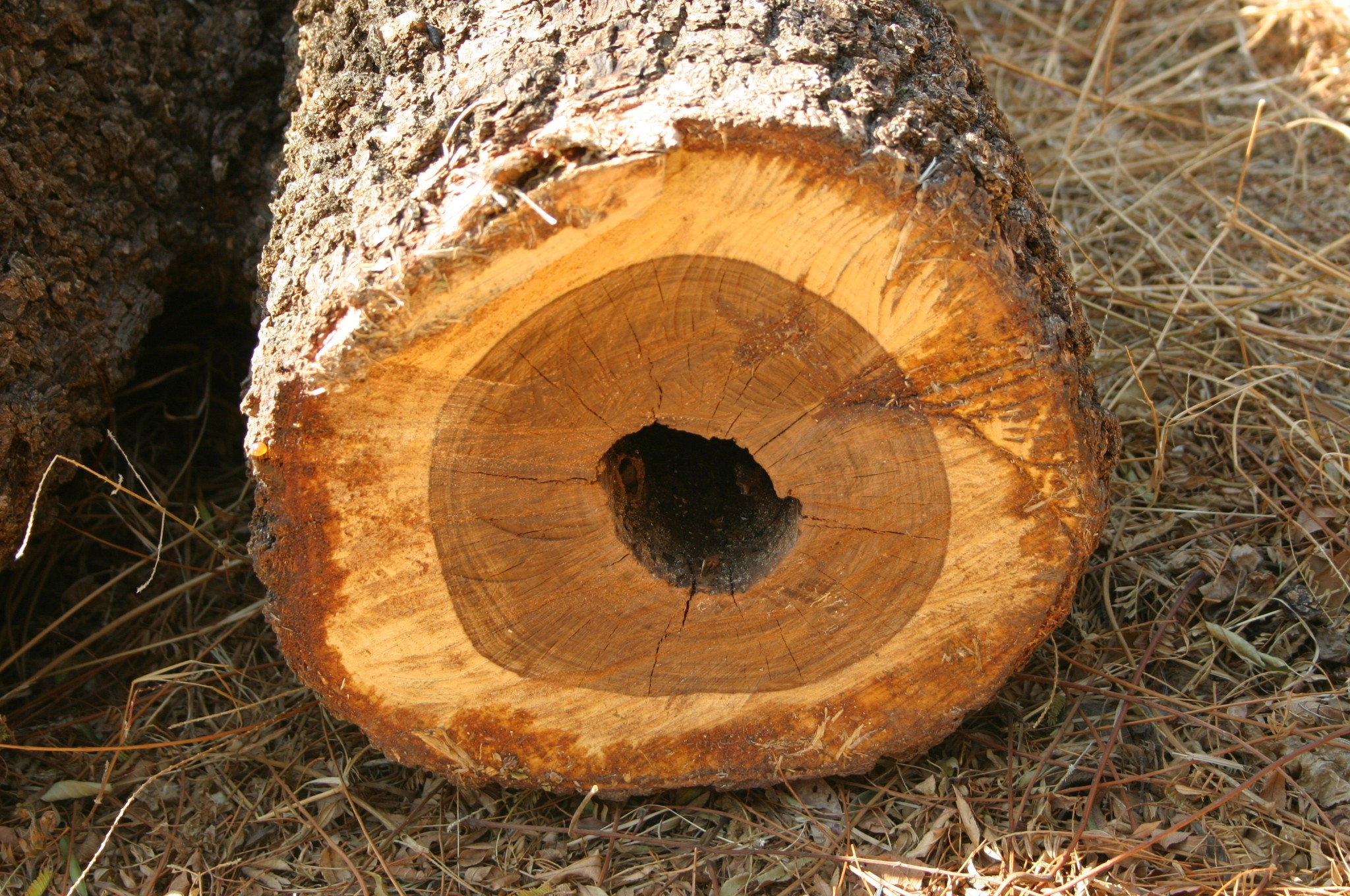
Колода африканського дерева з ядровою гниллю

Ядрова гниль щороку спричинює величезні втрати прибутку в лісозаготівельній промисловості через  пошкоджену та гнилу 
деревину. Підраховано, що приблизно одна третина щорічного врожаю деревини (20 мільярдів дощок) втрачається через певний вид гнилі. Дерева, пошкоджені механізмами або іншими деревами, що впали, більш сприйнятливі до ядрової гнилі. Це призводить до того, що деревина не може бути продана через значне гниття, та створює придатні умови для гниття молодих лісів, які зазвичай, не були б такими сприйнятливими.

### Екологія
Ядрова гниль та інші хвороби дерев, є призвідниками зміни довкілля. Це посилюється на лісових ділянках, які не піддаються великим діяльним збуренням, як-от лісові пожежі, або в яких переважає стара деревина. У старих лісах, дерева не здатні дієво боротися з ядровою гниллю, оскільки вони ростуть набагато повільніше. Поширена гниль робить ці дерева сприйнятливішими до потужних вітрів і руйнування стовбура. Водночас, коли старе зростання відмирає, воно дозволяє новим паросткам посісти його місце, змінюючи хід розвитку середовища. Гнилі дерева та дупла дерев також, стають притулком для тварин і мікроорганізмів. Отож, через такі розлогі зміни, ядрова гниль натомість, сприяє створенню біологічно різноманітних середовищ існування.

## Попередження та боротьба
Запобігання ядровій гнилі, може бути дуже складним завданням, але є дієві заходи, щоб зменшити шкоду. Ці способи охоплюють сприяння здоровому росту дерев, зменшення ран і правильну обрізку гілок. Здорове дерево у природний спосіб бореться з ядровою гниллю через процес, який називається розділенням. Дерево росте навколо гнилої деревної тканини і запобігає поширенню грибка на більшу площу стовбура. Забезпечення дерева необхідними поживними речовинами, водою та умовами зростання, сприятиме здоровому росту та зведе гниття до найменшого показника. Кора є основним захистом дерева від хвороб; зменшення кількості великих ран і голої деревини, особливо у старих дерев, допомагає запобігти гниттю.

### Техніка обрізки
Обрізка спрямована на видалення мертвих або хворих гілок з якнайменшим пошкодженням дерева. Гілки з’єднуються зі стовбуром і відростають від шийки гілки. Хоча сама гілка може бути мертвою, комір гілки все ще здоровий і стійкий до хвороб. Саме з шийки гілки буде утворюватися і рости нова гілка, тому важливо не пошкодити її під час обрізання. Зробіть чисті надрізи біля основи гілки поруч із її коміром. Маленькі обрізані гілки (більше трьох дюймів\приблизно 8 см), будуть гальмувати зроостання та забезпечать грибам зразкове середовище для поширення.